# 中银大厦 (上海)
31°14′18″N 121°30′12″E / 31.2384349°N 121.5032758°E
中银大厦（上海）是一棟位于中國上海浦东新区陆家嘴金融贸易区銀城中路200號的摩天大樓，是中国银行上海中银大厦支行的所在地。主要功能有中银上海分行办公楼、出租办公楼、银行营业厅、演讲厅、多功能厅、俱乐部、健身中心、餐厅等。

## 历史
大厦由日本日建设计设计，1995年開工，2000年建成竣工，总建筑高度为226米，加天線高度為258米，包括地面53层和地下3层。
大厦业主为上海浦东国际金融大厦有限公司，投资总额为2亿美元。
目前中銀大廈是上海第35高的建築。

## 交通

### 公共交通
距離中銀大廈最近的地鐵站為陸家嘴站，軌道交通二號線和十四號線經過此站。